# Китай-Городський район
Китай-Городський райо́н (Китайгородський) — колишній район Кам'янецької і Проскурівської округ.

## Історія
Утворений 7 березня 1923 року з центром у Китай-Городі у складі Кам'янецької округи Подільської губернії з частин Китай-Городської і Баговицької волостей.
1 липня 1930 року Кам'янецька округа розформована, район перейшов до Проскурівської округи.
15 вересня 1930 після скасування округ підпорядковується безпосередньо Українській РСР.
Ліквідований 3 лютого 1931 року з передачею території до Старо-Ушицького району.